# Parafia Przemienienia Pańskiego w Załomiu
Parafia pod wezwaniem Przemienienia Pańskiego w Załomiu – parafia należąca do dekanatu Szczecin-Dąbie, archidiecezji szczecińsko-kamieńskiej, metropolii szczecińsko-kamieńskiej. Jedna z parafii rzymskokatolickich w Szczecinie. Została erygowana w 1987. Mieści się przy ulicy Łakowej.